# Holzmühleweiher (Vogt)
Der Holzmühleweiher ist ein Stillgewässer im Gebiet der baden-württembergischen Gemeinde Vogt im Landkreis Ravensburg in Deutschland.

## Lage
Der rund 3,1 Hektar (ha) große Holzmühleweiher gehört naturräumlich zum Westallgäuer Hügelland. Es liegt etwa zwei Kilometer südwestlich der Vogter Ortsmitte, zwischen den Weilern Edensbach, Reckendürren, Mosisgreut und der namensgebenden Holzmühle, auf einer Höhe von 655 m ü. NHN.

## Beschreibung
Der 1818 erstmals erwähnte Weiher war bis zur Teilablassung Mitte des 19. Jahrhunderts etwa viermal so groß, die entsprechende Geländestufe ist noch erkennbar. Heute ist der Holzmühleweiher ein begehrtes Fischwasser und wird als Angelgewässer genutzt. An seinem nordwestlichen Ufer befindet sich ein kleines Strandbad.
Seit 1995 ist der Weiher Teil des ausgewiesenen Landschaftsschutzgebiets Jungmoränenlandschaft zwischen Amtzell und Vogt. Aufgrund seiner schlechten Wasserqualität wurde der Holzmühleweiher in das „Aktionsprogramm zur Sanierung oberschwäbischer Seen“ des Regierungspräsidiums Tübingen aufgenommen.

## Hydrologie
Das Einzugsgebiet des Holzmühleweihers beträgt rund 775 Hektar; davon werden 15 Prozent als Wald- und 75 Prozent als Landwirtschaftsfläche genutzt. Bei einer Fläche von 3,1 Hektar und einer mittleren Tiefe von 1,5 Meter (max. Tiefe = 3,8 Meter) beträgt das Volumen des Sees rund 47.700 Kubikmeter.
Gespeist wird der Weiher hauptsächlich über einen Wiesenbach vom Scheibensee her, der Abfluss erfolgt über den Eggenbach und die Haslach in die Untere Argen.

## Ökologie
| Jahr                                   | 2000* | 2001* | 2007* | 2012  | 2017  | 2022  |
| -------------------------------------- | ----- | ----- | ----- | ----- | ----- | ----- |
| Gesamt PO4-Phosphor (µg/l)             | 57,00 | 53,00 | 45,00 | 56,00 | 62,00 | 38,00 |
| Chlorophyll a (µg/l)                   | 19,00 | 27,00 | 31,00 |       |       |       |
| Chlorophyll a-Spitze (µg/l)            | 23,00 | 64,00 | 58,00 |       |       |       |
| anorganischer Gesamt-Stickstoff (mg/l) |       | 1,75  | 2,19  |       |       |       |
| Sichttiefe (m)                         | 10    | 1,40  | 1,50  |       |       |       |
| Trophiestufe                           |       |       |       |       |       | e2    |
| * nur Oberflächenwasser                |       |       |       |       |       |       |

| Jahr                                   | 2001  | 2007  |
| -------------------------------------- | ----- | ----- |
| o-PO4-Phosphor (µg/l)                  | 14,00 | 12,00 |
| Gesamt PO4-Phosphor (µg/l)             | 53,00 | 29,00 |
| Nitrat-Stickstoff (mg/l)               | 2,55  | 3,84  |
| anorganischer Gesamt-Stickstoff (mg/l) | 2,57  | 3,85  |
| Wasserführung (l/s)                    | 46,00 | 45,00 |